# Podogaster medius
Podogaster medius är en stekelart som beskrevs av Szepligeti 1906. Podogaster medius ingår i släktet Podogaster och familjen brokparasitsteklar. Inga underarter finns listade i Catalogue of Life.